# Дубрава (Калиновик)
Дубрава је насељено мјесто у општини Калиновик, Република Српска, БиХ. Према попису становништва из 1991. у насељу је живјело 7 становника. По попису из 2013. у насељу је живјело 10 становника

## Географија
Село Дубрава налази се на надморској висини 780-100 метара у подножју планине Зеленгоре.

## Становништво
Према попису становништва из 1991. године, мјесто је имало 7 становника.
| Националност | 1991. |
| Срби         | 7     |
| Укупно       |       |

| Демографија | Демографија | Демографија |
| Година      | Становника  | Становника  |
| ----------- | ----------- | ----------- |
| 1961.       | 82          |             |
| 1971.       | 70          |             |
| 1981.       | 19          |             |
| 1991.       | 7           |             |
| 2013.       | 10          |             |